# یواس‌اس جندرو (دی‌یی-۶۳۹)
یواس‌اس جندرو (دی‌یی-۶۳۹) (به انگلیسی: USS Gendreau (DE-639)) یک کشتی بود که طول آن ۳۰۶ فوت (۹۳ متر) بود. این کشتی در سال ۱۹۴۳ ساخته شد.